# Carex cruciata
Carex cruciata är en halvgräsart som beskrevs av Göran Wahlenberg. Carex cruciata ingår i släktet starrar, och familjen halvgräs.

## Underarter
Arten delas in i följande underarter:
- C. c. cruciata
- C. c. rafflesiana